# Brusque
 Brusque  es una población y comuna francesa, situada en la región de Occitania, departamento de Aveyron, en el distrito de Millau y cantón de Decazeville.

## Demografía
| 545 | 594 | 540 | 527 | 422 | 366 | 314 | 293 | 268 |
| Para los censos de 1962 a 1999 la población legal corresponde a la población sin duplicidades (Fuente: INSEE [Consultar]) |     |     |     |     |     |     |     |     |